# Pino Solanas
Fernando Ezequiel Solanas (Olivos, 16 de febrero de 1936-París, 6 de noviembre de 2020), más conocido como Pino Solanas, fue un director de cine y político argentino. Entre sus obras se destacan La hora de los hornos (1968) codirigida con Octavio Getino, El exilio de Gardel (Tangos) (1985) y Sur (1988) con la cual se convirtió en el único director argentino hasta la fecha, en ser elegido mejor director en Cannes con un largometraje. Culminó su último film, aunque no pudo ver su estreno en salas. Tres en la deriva del acto creativo fue estrenado en 2021 en la apertura del Festival Internacional de cine de Mar del Plata y en Cannes en la categoría Cannes Classics. Es considerado uno de los cineastas más importantes de la historia del cine argentino. Como político fue un referente del movimiento Proyecto Sur y fue elegido diputado en 2009 y senador en 2013, por el distrito de la Ciudad Autónoma de Buenos Aires. En julio de 2020 fue nombrado embajador de Argentina ante la Unesco hasta su fallecimiento en noviembre a causa del COVID-19.

## Trayectoria artística
Durante su juventud cursó estudios de teatro, música y derecho.
En 1962 realizó su primer cortometraje de ficción Seguir andando y formó su empresa de producción. En 1968 realizó en forma clandestina su primer largometraje La Hora de los Hornos, trilogía documental sobre el neocolonialismo y la violencia en el país y en América Latina. En 1969 fundó el grupo Cine Liberación junto con Octavio Getino, e impulsó con el filme el desarrollo de un circuito alternativo de difusión a través de organizaciones sociales y políticas que forman parte de la resistencia a la dictadura. La película obtuvo múltiples premios internacionales y se difundió en más de 70 países.

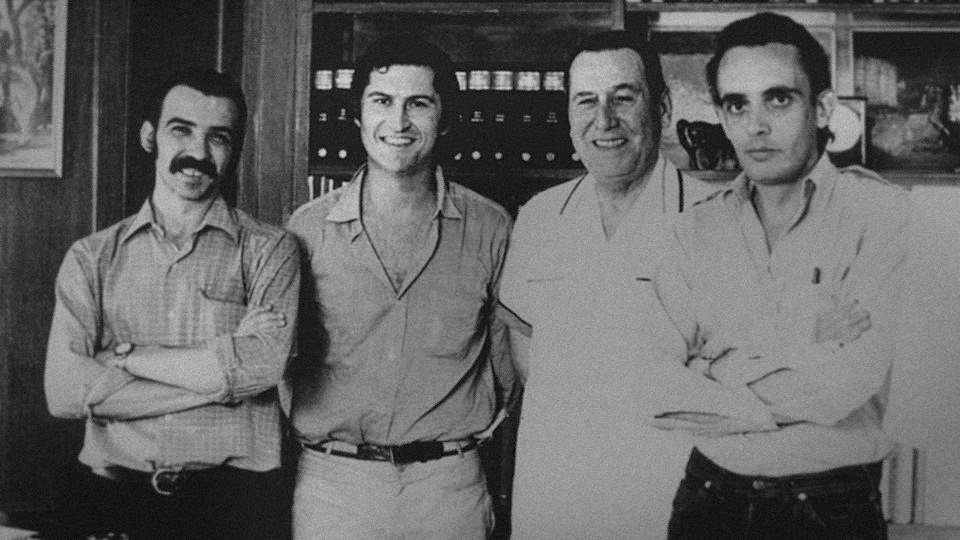
Los realizadores Gerardo Vallejo, Fernando Pino Solanas y Octavio Getino junto a Juan Domingo Perón (1971).

Más tarde, realizó Perón: Actualización política y doctrinaria para la toma del poder, una extensa entrevista a Juan Domingo Perón que hizo junto a Octavio Getino en Madrid entre junio y octubre de 1971. La película se convierte en emblema de la militancia juvenil peronista de la época, y de la lucha por la vuelta de Juan Domingo Perón a la Argentina.
En 1975 terminó Los Hijos de Fierro, su primer largometraje de ficción. Meses antes, había sido amenazado de muerte por la Triple A y en 1976 un comando de la Marina intentó secuestrarlo. Partió al exilio hacia España y se estableció en Francia, donde realizó en 1980 el documental La mirada de los otros.
En 1985, filmó la película Tangos... El Exilio de Gardel, con la que obtuvo los más importantes galardones en el Festival de Cine de Venecia y en el de La Habana. Terminó de filmar Sur en 1988, por la que recibió el Premio al mejor director en el Festival de Cannes y en varios festivales más.
La Fundación Konex le otorgó el Premio Konex de Platino 1991 como el mejor Director de Cine de la década 1981-1990.
Debido a que recibió cuatro disparos en las piernas de parte de un grupo comando, al que consideró ligado al gobierno de Carlos Saúl Menem, se vio obligado a postergar el rodaje de la película El Viaje en el que muestra numerosos dibujos en acrílico del dibujante Alberto Breccia, que recién concluyó en 1992.
En 1998 concluyó La Nube, que resultó premiada en el Festival Internacional de Cine de Venecia. Por otra parte, el Festival de La Habana lo galardonó con el Gran Coral a su trayectoria.
En 2003 presentó un documental llamado Memoria del saqueo en el Festival Internacional de Cine de Berlín, y en el mismo se le otorgó el Oso de Oro a su trayectoria. Dicha película recibió varios premios internacionales.
Durante el estreno de Memorias del Saqueo, calificó a Cuba y Venezuela como ejemplos de democracia plena. En la presentación, Hugo Chávez le dedicó palabras elogiosas.
En 2005 estrenó La dignidad de los nadies, que recibió premios en Venecia, Montreal, Valladolid y La Habana.
El 5 de diciembre de 2005 fue distinguido por el Fondo Nacional de las Artes con el Gran Premio a la Trayectoria.
En mayo de 2007 estrenó el documental Argentina latente, en el que describe las potencialidades científicas del país, con entrevistas a científicos, obreros e industriales.

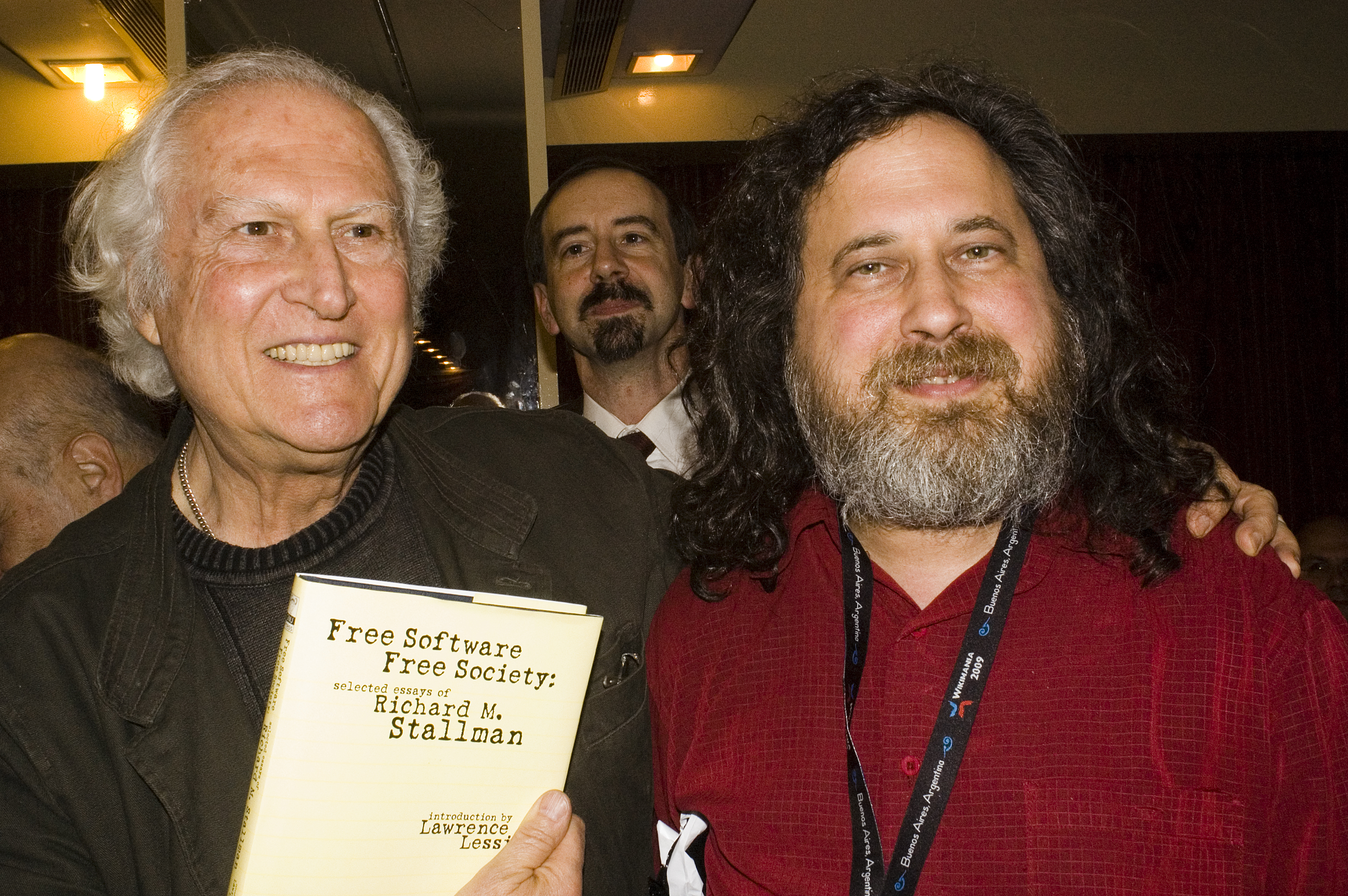
Pino Solanas en la Cena de Bienvenida de Wikimania 2009 en Buenos Aires, junto a Richard M. Stallman.

En 2007, fue condecorado como habitante distinguido en Santiago de Cuba, por la Asamblea Municipal del Poder Popular local.
En septiembre de 2008 estrenó La próxima estación, documental que trata sobre las pésimas condiciones del servicio ferroviario en Argentina y de las posibilidades de mejoras así como de la corrupción reinante desde su privatización. El estreno coincidió con una protesta producida en la estación de Castelar de la ex-línea Sarmiento, que incluyó el incendio intencionado de vagones. A raíz de este episodio, integrantes del Gobierno acusaron a Solanas de haberlos producido en forma premeditada, a lo que él respondió solicitando pruebas de las acusación o en su defecto iniciaría acciones legales contra estos funcionarios por calumnias e injurias.
También ha sido jurado en importantes festivales de cine y dictó seminarios en las principales escuelas de cine de América Latina, Europa y Estados Unidos. Desde 2006 fue profesor Emérito en la Universidad de Los Ángeles (UCLA) y en la Universidad Nacional de General San Martín (UNSAM).
Recibió condecoraciones de los gobiernos de Italia y Francia y la máxima distinción cultural cubana: la Orden Félix Varela. En 2011 volvió a recibir un Premio Konex esta vez como uno de los cinco mejores documentalistas de la década 2001-2010.
Escribió numerosos artículos sobre cine, cultura y política tanto en Argentina como en el resto de América Latina y Europa. Escribió el ensayo La Mirada (1989); Cine Cultura y Descolonización, en colaboración con Octavio Getino (1971); y un ensayo de investigación, Yacyretá: Crónica de un despojo (1996).

## Trayectoria política

### Comienzos
En 1989 promovió una gran asamblea de sindicatos audiovisuales que se realizó los días 22 y 23 de junio en el Centro Cultural General San Martín, exigiendo la convocatoria a un gran debate y una ley marco de radiodifusión que reemplazara a la de la dictadura.
El 21 de mayo de 1991 fue baleado en las piernas por dos desconocidos. Tres días antes había criticado con dureza al Presidente en un diario porteño, por lo que Menem lo denunció por calumnias e injurias. Desde entonces comenzó a militar en política.

### Diputado nacional (1993-1997)
En 1992 fue candidato a senador nacional por la Ciudad de Buenos Aires y obtuvo el 7% de los votos. Al año siguiente fue elegido diputado por el Frente Grande, y a convencional constituyente para la Reforma de la Constitución Argentina de 1994. Su participación en ese partido duró un año, y se alejó por diferencias con Carlos "Chacho" Álvarez.
En 1994 propuso ampliar el Frente Grande e incorporar como candidatos a referentes sociales como el obispo Jaime de Nevares. En abril obtuvo un millón de votos (17,6%) en la Provincia de Buenos Aires, aventajó a la lista de la Unión Cívica Radical. En la Convención Constituyente, se desempeñó como vicepresidente de la Comisión de Nuevos Derechos. Entre sus numerosos proyectos presentados, fue aprobada e incorporada la 1.ª. Cláusula de Cultura en el Artículo 75.º, inc. 19 de la Constitución Nacional.

### Candidato a presidente (2007)
Fue candidato a Presidente de la República Argentina en las elecciones de 2007 por el Proyecto Sur en alianza con el Partido Socialista Auténtico con Ángel Cadelli como compañero de fórmula, se ubicó quinto con el 1,6% de los votos (292.760 votos). Su plataforma electoral propuso la nacionalización del petróleo, los hidrocarburos y otros yacimientos minerales del país. Ha hecho explícito su apoyo a las políticas del presidente venezolano Hugo Chávez.

### Diputado nacional (2009-2013)
En el 2009 fue elegido diputado nacional por la Ciudad de Buenos Aires en las legislativas del 28 de junio. Su propuesta se centró en la recuperación de los recursos naturales de Argentina y en el fin de los negociados de las grandes empresas de rentas, capitales, minería, etc. para poner a disposición del Estado esos recursos económicos, redistribuyéndolos, para terminar con la pobreza y la indigencia. También propuso un plan nacional de recuperación de los ferrocarriles. Obtuvo un 24,2% de los votos, con lo que logró un segundo puesto por detrás de Gabriela Michetti. En 2010 y 2011, fue presidente de la Comisión de Energía y Combustibles de la Cámara de Diputados de la Nación.
El 7 de diciembre de 2010, lanzó su candidatura electoral para la presidencia, aunque, en mayo, bajó a competir por la Ciudad de Buenos Aires como candidato a jefe de Gobierno donde salió tercero con el 12,82% de los votos.

### Senador nacional (2013-2019)
En las Elecciones primarias de Argentina de 2013 Solanas se presentó junto a Fernanda Reyes para el Senado de la Nación por la Ciudad de Buenos Aires en el frente UNEN (junto con los partidos Coalición Cívica ARI, Partido Socialista Auténtico, Unión Cívica Radical, Libres del Sur, Partido Socialista y GEN). Su lista le ganó la interna a la de Rodolfo Terragno y Alfonso Prat Gay-Victoria Donda. En consecuencia, encabezó la lista de senadores para las Elecciones legislativas de Argentina de 2013 y Elisa Carrió hizo lo propio en la lista de diputados nacionales junto a Martín Lousteau.
En las legislativas, con un segundo lugar, obtuvo su banca como senador en representación del frente UNEN. A principios de 2014 asumió la presidencia de la Comisión de Ambiente y Desarrollo Sustentable de la Cámara de Senadores de la Nación. Luego de la separación de UNEN, decidió no participar de las Elecciones presidenciales de Argentina de 2015.
A pesar de que su mandato finalizaba en 2019, el 24 de julio de 2017 presentó su precandidatura a senador nacional por la Provincia de Buenos Aires por el Frente CREO. Sin embargo, no superó el piso de 1,5% que exigen las PASO, por lo que no pudo participar de las elecciones definitivas de octubre.
En junio de 2019 anunció que se unía al Frente de Todos, respaldando la fórmula presidencial Alberto Fernández - Cristina Fernández de Kirchner. Solanas integra la lista como primer candidato a Diputado nacional por la Ciudad de Buenos Aires.

### Diputado nacional (2019-2020)
Solanas integró la lista del Frente de Todos como primer Diputado Nacional por la Ciudad de Buenos Aires. Su lista porteña quedó segunda con un 35,06% de los votos de la Capital en las Elecciones de 2019. Consiguió su puesto como Diputado Nacional por la Ciudad de Buenos Aires. A menos de dos semanas de asumir el nuevo gobierno, el presidente electo Alberto Fernández le solicitó que renunciase a su banca para desempeñarse como embajador Argentino en la UNESCO, institución en la que ya es conocido. Ocupó este cargo hasta su muerte el 6 de noviembre de 2020, a causa de COVID-19.

## Filmografía

### Director
Documentales
- La hora de los hornos (1968)
- Argentina, Mayo de 1969: los caminos de la liberación (1969)
- Perón, La revolución justicialista (1971)
- Perón: Actualización política y doctrinaria para la toma del poder (1971)
- Memoria del saqueo (2004)
- La dignidad de los nadies (2005)
- Argentina latente (2007)
- La próxima estación (2008)
- Tierra sublevada: Oro impuro (2009)
- Tierra sublevada: Oro negro (2010)
- La guerra del fracking (2013)
- El legado estratégico de Juan Perón (2016)
- Viaje a los pueblos fumigados (2018)
- Tres en la deriva del caos creativo (2020)

Ficción
- Seguir andando (1962) (cortometraje)
- Reflexión ciudadana (1963) (cortometraje)
- Los hijos de Fierro (1975)
- El exilio de Gardel (Tangos) (1985)
- Sur (1988)
- El viaje (1992)
- La nube (1998)
- Afrodita, el sabor del amor (2001) (Inconcluso)

### Guionista
- El camino hacia la muerte del viejo Reales (1974)

### Intérprete
- Dar la cara (1962)... Extra
- Ángel, la diva y yo (2000)

Realizador de efectos sonoros
- El Hombre que vio al Mesías (1959) (cortometraje)

## Premios y distinciones
Festival Internacional de Cine de Cannes
| Año  | Categoría           | Película | Resultado |
| ---- | ------------------- | -------- | --------- |
| 1988 | Mejor director      | Sur      | Ganador   |
| 1992 | Gran Premio técnico | El viaje | Ganador   |

Festival Internacional de Cine de Venecia
| Año  | Categoría                           | Película                    | Resultado |
| ---- | ----------------------------------- | --------------------------- | --------- |
| 1985 | Gran Premio especial del jurado     | Tangos, el exilio de Gardel | Ganador   |
| 1998 | Premio UNESCO-Mención especial      | La nube                     | Ganador   |
| 1998 | Premio CinemAvvenire-Mejor película | La nube                     | Ganador   |
| 2005 | Premio Doc/It                       | La dignidad de los nadies   | Ganador   |
| 2005 | Premio de la Ciudad de Roma         | La dignidad de los nadies   | Ganador   |

## Libros
- La mirada (1989): Larga entrevista realizada por Horacio González durante 1988, donde Solanas se refiere a su método de composición cinematográfica y a las relaciones del arte con los conflictos culturales de nuestro tiempo.
- Causa Sur (2009): Compilado de artículos, reportajes, discursos y documentos de su militancia y actuación política desde 1989 hasta 2009. El prólogo fue escrito por el Premio Nobel de la Paz, Adolfo Pérez Esquivel.
- El legado, rescate del proyecto de Juan Domingo Perón (2016). Según sus palabras se propone "rescatar el proyecto emancipador de Juan Perón".[30]

## Música
- Es el autor de la letra del Tango Vuelvo al Sur, con la música de Astor Piazzolla.[31]

## Fallecimiento
Fernando Solanas falleció el 6 de noviembre de 2020 por causa del COVID-19, en París. Fue despedido en las redes sociales por varios dirigentes como el presidente de la Nación Alberto Fernández, la vicepresidenta Cristina Fernández, y el Jefe de Gobierno de la Ciudad de Buenos Aires Horacio Rodríguez Larreta, entre otros.